# Banksia grossa
Banksia grossa (A.S.George, 1981) è una pianta appartenente alla famiglia delle Proteaceae, endemica dell'Australia occidentale. È una delle 14 specie di Banksia della serie Abietinae, tutte caratterizzate da un'infiorescenza ovalare. È stata raccolta nel 1965 e descritta formalmente nel 1981 da Alex George. Le sue spesse foglie ed i suoi grossi semi la distinguono dalle altre specie della serie Abietinae, oltre a darle il nome.
È endemica del sud-ovest dell'Australia, nella regione fra  Eneabba e Badgingarra. Cresce nelle lande, su terreni sabbiosi o di laterite, come arbusto dai molteplici steli alti circa 1 m, con foglie strette e infiorescenze ovali a punte brune lunghe 10 cm, composte da centinaia di singoli fiori. La fioritura avviene da marzo a settembre. Tra i potenziali impollinatori delle infiorescenze ci sono gli insetti e un piccolo marsupiale notturno, il dunnart dalla coda bianca (Sminthopsis granulipes). Dalle spighe fiorali si sviluppano follicoli legnosi che contengono i semi. Dopo gli incendi, Banksia grossa si rigenera a partire dal suo lignotubero; gli incendi stimolano anche il rilascio dei semi.

## Descrizione

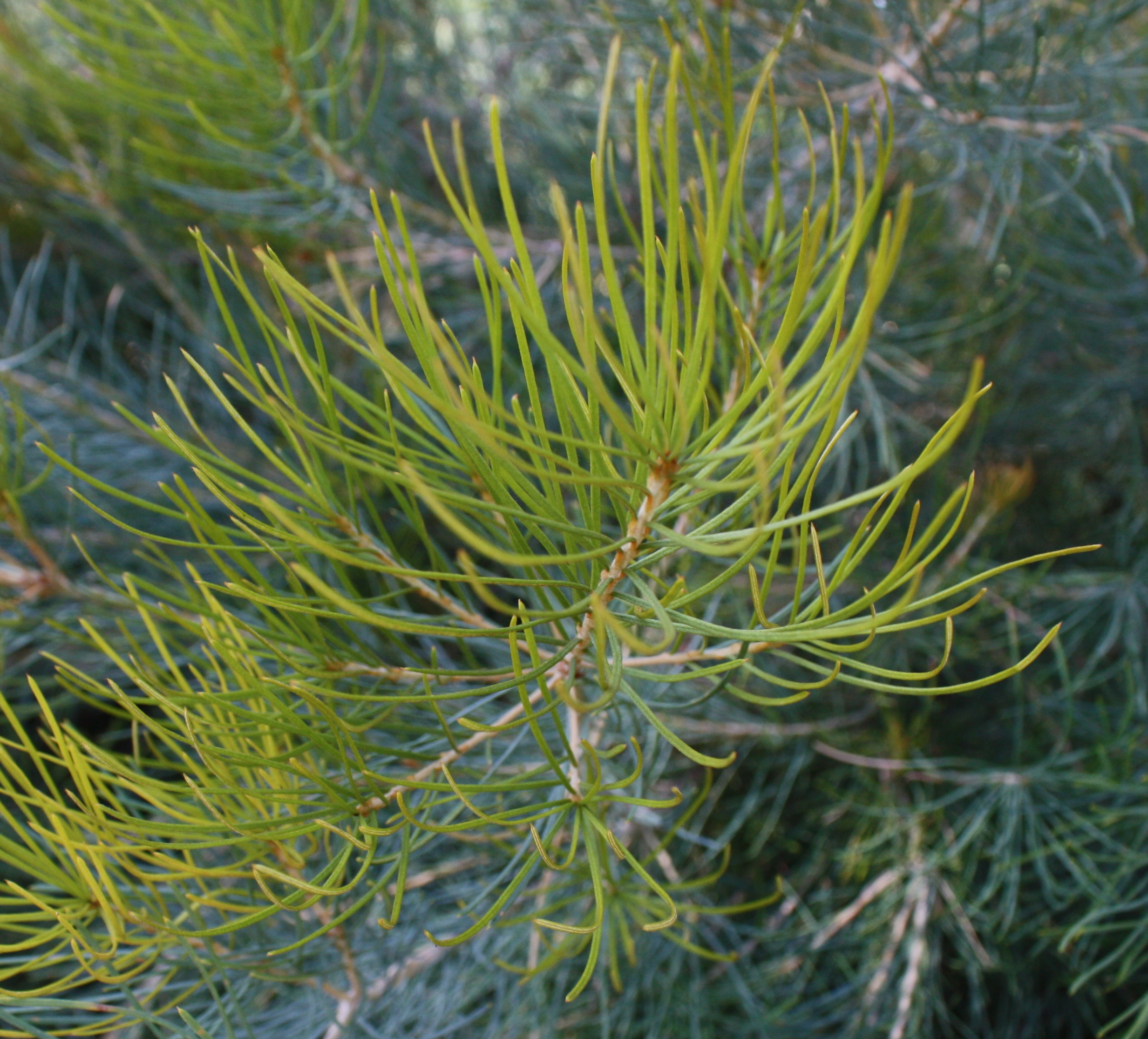
Foglie

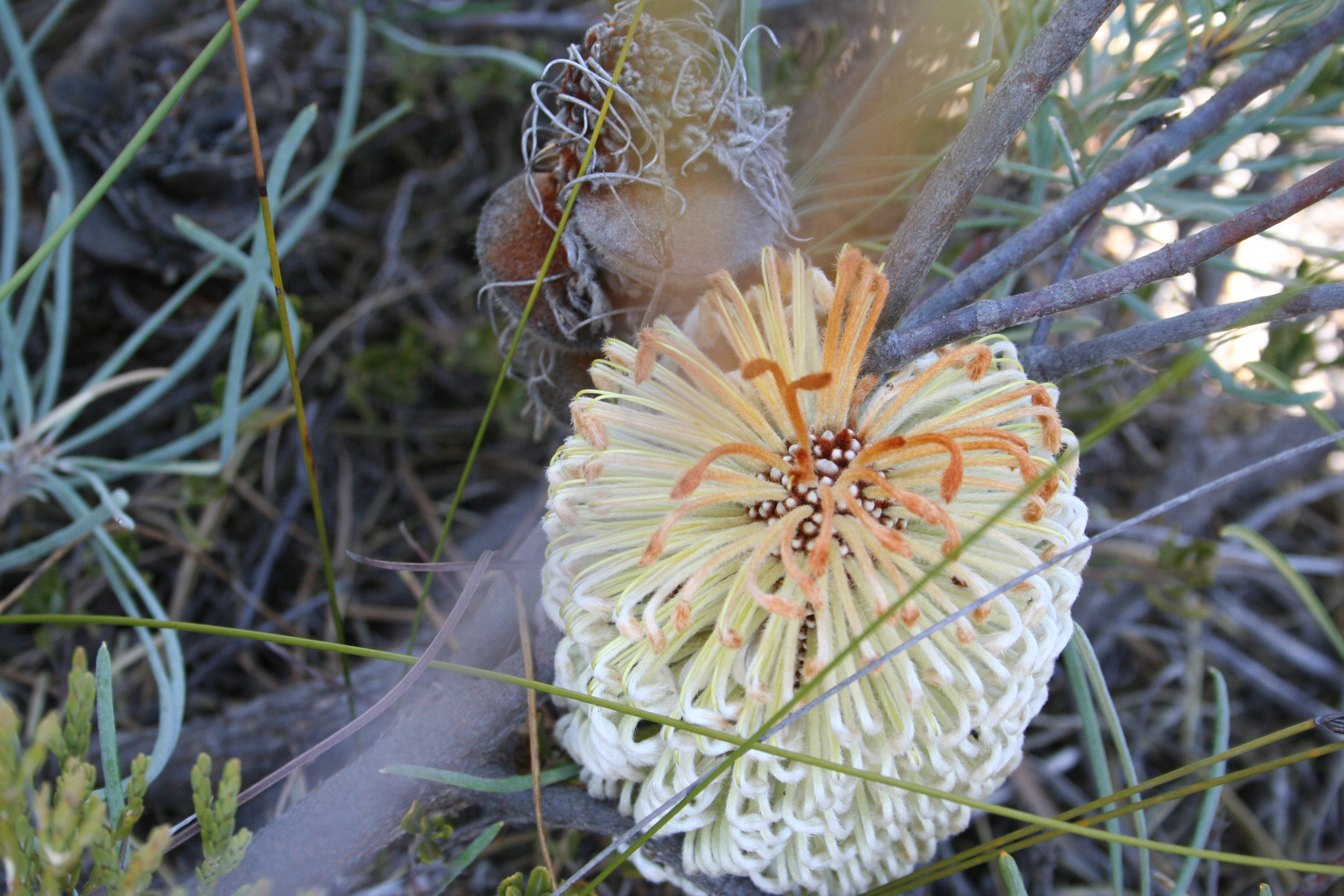
Infiorescenze in differenti fasi di maturazione

Banksia grossa forma cespugli alti mediamente da 70 cm a 1 m, occasionalmente sino a 1,5 m. Presenta fusti multipli che originano da un lignotubero. I fusti più giovani sono ricoperti da una fitta peluria lanosa, mentre quelli più vecchi hanno una corteccia friabile, di colore marrone chiaro.

Le foglie, rette da un picciolo lungo 3–5 mm, sono aghiformi, con margine intero e arrotondato, lunghe da 4 a 12 cm e larghe solo 2–3 mm; le foglie giovani sono ricoperte da una leggera peluria, che scompare con la crescita. I nuovi germogli si sviluppano in primavera e nella prima estate.
I fiori si presentano nella tipica spiga floreale delle Banksia, costituendo un'infiorescenza formata da centinaia di piccoli fiori, densamente disposti attorno a un asse cilindrico legnoso. In B. grossa, questo asse è lungo 5–7 cm con un diametro di 0,7–0,9 cm; i fiori si dispongono radialmente attorno all'asse, e l'intera infiorescenza ha un diametro di 8–9 cm. La colorazione dei fiori va dal ruggine al bruno dorato; il perianzio, tutbulare, lungo 3,4–4,5 cm, si apre a maturità (antesi) esponendo uno stilo di colore dal rosso scuro al porpora, lungo 3,8–4,8 cm, che si estende oltre il perianzio ed è curvo alla punta. 

La fioritura avviene fra marzo e settembre, anche se occasionalmente può anticiparsi al mese di dicembre. Un fiore impiega da cinque ad otto settimane per svilupparsi completamente a partire da un bocciolo. Circa tre settimane prima che sbocci, il fiore sviluppa un forte odore muschiato.

L'apertura del fiore inizia dalla base dell'infiorescenza e sequenzialmente raggiunge l'apice in un paio di settimane. Durante l'antesi, i fiori producono una quantità copiosa di nettare, tant'è che da alcuni fiori questo gocciola al suolo. Dopo la fioritura, i vecchi fiori appassiscono e s'incurvano contro la spiga, dando all'infiorescenza un aspetto peloso.

L'infruttescenza matura ha forma grossolanamente ellissoidale lunga 6–10 cm e larga 4–8 cm. Su ogni spiga si sviluppano fino a 25 follicoli, ognuno contenente uno o due grossi semi cuneiformi, alati.. Ogni infruttescenza ha, in media, otto follicoli fertili.

I semi di Banksia grossa sono i più grossi fra tutte le specie di Abietinae. Misurano 2,8–3,9 cm di lunghezza e sono costituiti da un corpo cuneiforme, lungo 1,4–1,8 cm e largo 0,4–0,9 cm, e da un'ala lunga 2,7–3,3 cm.
I cotiledoni, di un verde vivo, sono obovati e possono essere sia convessi che concavi, lunghi 1,6–2,2 cm e larghi 0,9–1,2 cm, con le auricole lunghe 2 mm. I cotiledoni nascono da un ipocotile di colore rossastro e coperto da una corta peluria..

## Ecologia

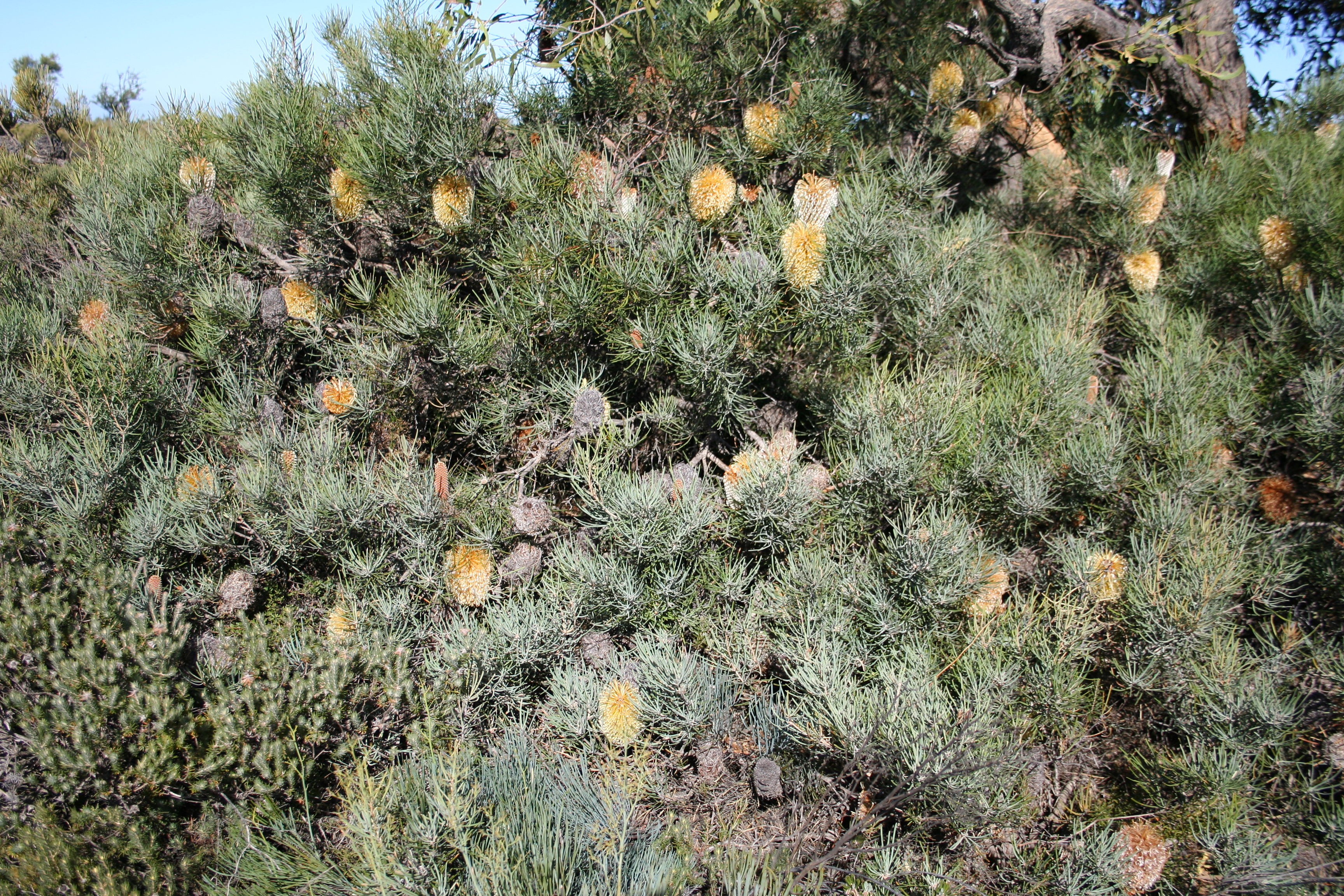
Tipico aspetto cespuglioso di Banksia grossa

Gli arbusti di B. grossa rinascono dai germogli dei lignotuberi dopo gli incendi, anche se le piante portano pochi semi rispetto ad altre specie che rigermogliano dopo incendio. Popolazioni di piante come B. grossa, che possono spuntare dopo incendi, beneficiano di un maggior lasso di tempo fra incendi poiché la banca di semi è lenta a ricostituirsi. I follicoli si aprono dopo l'incendio avvenuto e i semi rilasciati germogliano nel nuovo ambiente ecologico. Le specie che portano fiori persistenti sulle spighe più vecchie, spesso richiedono temperature più elevate affinché i follicoli si aprano dopo esser bruciati: test di laboratorio hanno mostrato che il 50% si apre alla temperatura di 250°C ed il 90% una volta raggiunti i 400 °C.
Le foglie della B. grossa sono naturalmente adattate al clima secco: la parte inferiore è protetta dalla forma revoluta della foglia, con i margini ripiegati fino alla nervatura centrale. I tricomi corrono lungo la nervatura centrale ed i margini, proteggendo ulteriormente la superficie della foglia e gli stomi e riducendo la perdita d'acqua. Un'analisi sul clade della B. grossa e la serie delle Abietinae, suggerisce che queste piante abbiano sviluppato foglie lunghe e sottili con margini ripiegati quando si sono distribuite sotto l'asciutto clima dell'Australia del sud-est, evolvendosi da antenati dalle foglie larghe.
Le infiorescenze risultano molto attrattive per gli insetti. Tra i potenziali insetti impollinatori c'è l'imenottero apoideo Hylaeus globuliferus (Colletidae). Un gran numero di coccinelle sono state osservate bere il nettare di questa specie, ignorando le vicine infiorescenza di Banksia attenuata. Il polline di B. grossa è stato inoltre spesso rinvenuto sul muso e nelle feci di diverse specie di dasyuridi, tra cui il dunnart dalla coda bianca (Sminthopsis granulipes), il che suggerisce il loro potenziale ruolo di impollinatori.
Banksia grossa è una delle cinque specie di Banksia che producono un insolito tipo di nettare (le altre specie sono B. sphaerocarpa, B. incana, B. leptophylla e B. telmatiaea). Mentre la maggior parte delle specie produce un nettare chiaro e acquoso, il nettare di queste cinque specie è inizialmente di colore giallo pallido, divenendo gradualmente più scuro e più denso, sino a formare una spessa mucillagine gelatinosa di colore dal verde oliva al nero, che aderisce alla base dei fiori. Tale caratteristica fu descritta inizialmente da Byron Lamont nel 1980, che la attribuì alla azione dei cianobatteri che si nutrono degli zuccheri presenti nel nettare. Notando che molti di questi batteri erano dotati di eterocisti, Lamont avanzò l'ipotesi che essi contribuissero alla azotofissazione, tuttavia studi successivi dello stesso autore non hanno confermato questa ipotesi. Ulteriori studi compiuti da Markey e Lamont nel 1996 esclusero il ruolo dei cianobatteri o di altri microorganismi, attribuendo la peculiarità del nettare "a fenomeni chimici di origine vegetale". Le loro analisi evidenziarono che il nettare di B. grossa presenta livelli inusualmente elevati di zuccheri e aminoacidi liberi, ma il dato non è stato confermato nelle altre specie, tra cui B. sphaerocarpa, che hanno una composizione del nettare normale.

## Distribuzione e habitat
Banksia grossa è un endemismo dell'Australia occidentale: il suo areale si estende da Yandanooka a nord, sino al parco nazionale di Badgingarra a sud e a est sino a Coorow. Cresce prevalentemente su terreni sabbiosi poco profondi al di sopra di formazioni di laterite, ma anche su sabbia profonda o su affioramenti lateritici, su terreno pianeggiante o leggermente ondulato, e occasionalmente tra la macchia del kwongan.

## Tassonomia
La specie è stata formalmente descritta dal botanico Alex George nel 1981. George la attribuì al sottogenere Banksia subg. Banksia, per la forma della sua infiorescenza, alla sezione Banksia sect. Oncostylis, per i suoi stili uncinati e alla serie Abietinae, per la forma tondeggiante dei frutti.

La classificazione di George è stata parzialmente messa in discussione, soprattutto per quanto riguarda la divisione in sezioni, dai risultati di analisi cladistiche pubblicate nel 1996 da Kevin Thiele e Pauline Ladiges. Essi confermarono la monofilia della serie Abietinae, all'interno della quale vennero individuati quattro sub-cladi, ognuno dei quali venne inquadrato come sottoserie.
Banksia grossa sembra essere il membro basale della sottoserie Banksia subser. Sphaerocarpae, i cui rapporti filogenetici sono descritti dal seguente cladogramma:
|  | B. micrantha                                                                                      |
|  |                                                                                                   |
|  | \| \| B. sphaerocarpa var. sphaerocarpa \| \| \| \| \| \| B. sphaerocarpa var. caesia \| \| \| \| |
|  |                                                                                                   |
|  | B. sphaerocarpa var. sphaerocarpa                                                                 |
|  |                                                                                                   |
|  | B. sphaerocarpa var. caesia                                                                       |
|  |                                                                                                   |

|  | B. sphaerocarpa var. sphaerocarpa |
|  |                                   |
|  | B. sphaerocarpa var. caesia       |
|  |                                   |

|  | B. micrantha                                                                                      |
|  |                                                                                                   |
|  | \| \| B. sphaerocarpa var. sphaerocarpa \| \| \| \| \| \| B. sphaerocarpa var. caesia \| \| \| \| |
|  |                                                                                                   |
|  | B. sphaerocarpa var. sphaerocarpa                                                                 |
|  |                                                                                                   |
|  | B. sphaerocarpa var. caesia                                                                       |
|  |                                                                                                   |

|  | B. sphaerocarpa var. sphaerocarpa |
|  |                                   |
|  | B. sphaerocarpa var. caesia       |
|  |                                   |

|  | B. micrantha                                                                                      |
|  |                                                                                                   |
|  | \| \| B. sphaerocarpa var. sphaerocarpa \| \| \| \| \| \| B. sphaerocarpa var. caesia \| \| \| \| |
|  |                                                                                                   |
|  | B. sphaerocarpa var. sphaerocarpa                                                                 |
|  |                                                                                                   |
|  | B. sphaerocarpa var. caesia                                                                       |
|  |                                                                                                   |

|  | B. sphaerocarpa var. sphaerocarpa |
|  |                                   |
|  | B. sphaerocarpa var. caesia       |
|  |                                   |

|  | B. micrantha                                                                                      |
|  |                                                                                                   |
|  | \| \| B. sphaerocarpa var. sphaerocarpa \| \| \| \| \| \| B. sphaerocarpa var. caesia \| \| \| \| |
|  |                                                                                                   |
|  | B. sphaerocarpa var. sphaerocarpa                                                                 |
|  |                                                                                                   |
|  | B. sphaerocarpa var. caesia                                                                       |
|  |                                                                                                   |

|  | B. sphaerocarpa var. sphaerocarpa |
|  |                                   |
|  | B. sphaerocarpa var. caesia       |
|  |                                   |

La sottoserie comprende specie dotate di lignotubero, con stili che si incurvano sull'infruttescenza, e con "cellule allineate trasversalmente sulla superficie interna dell'ala del seme".
I risultati delle analisi cladistiche di Thiele e Ladiges sono stati messi in discussione da George, il quale nell'ambito di una revisione, pubblicata nel 1999, della sua precedente classificazione del 1981, ha proposto il seguente schema tassonomico:
- genere Banksia
  - sottogenere Banksia 
    - Banksia sect. Banksia (9 serie, 50 specie, 9 sottospecie, 3 varietà)
    - Banksia sect. Coccinea (1 specie)
    -  Banksia sect. Oncostylis 
      - Banksia ser. Spicigerae (7 specie, 2 sottospecie, 4 varietà)
      - Banksia ser. Tricuspidae (1 specie)
      - Banksia ser. Dryandroideae (1 specie)
      - Banksia ser. Abietinae  (13 specie, 2 sottospecie, 9 varietà)
        - Banksia sphaerocarpa (5 varietà)
        - Banksia micrantha
        - Banksia grossa
        - Banksia telmatiaea
        - Banksia leptophylla (2 varietà)
        - Banksia lanata
        - Banksia scabrella
        - Banksia violacea
        - Banksia incana
        - Banksia laricina
        - Banksia pulchella
        - Banksia meisneri (2 sottospecie)
        - Banksia nutans (2 varietà)

  - sottogenere Isostylis (3 specie)

Più di recente (1998), Austin Mast ha pubblicato i risultati di un'analisi cladistica della sottotribù Banksiinae, basata sul sequenziamento del DNA, secondo i quali Banksia grossa sarebbe il sister taxa di un clade cui apparterrebbero B. leptophylla, B. telmatiaea, B. scabrella and B. lanata:
|  | \| \| B. telmatiaea \| \| \| \| \| \| B. scabrella \| \| \| \| \| \| B. leptophylla var. melletica \| \| \| \| \| \| B. leptophylla var. leptophylla \| \| \| \| \| \| B. lanata \| \| \| \| |
|  | |
|  | B. grossa |
|  | |
|  | B. telmatiaea |
|  | |
|  | B. scabrella |
|  | |
|  | B. leptophylla var. melletica |
|  | |
|  | B. leptophylla var. leptophylla |
|  | |
|  | B. lanata |
|  | |

Nella loro revisione del genere Banksia pubblicata nel 2007, Mast e Thiele hanno proposto il trasferimento in Banksia delle specie del genere Dryandra, e la assegnazione di B. grossa al sottogenere Banksia subg. Spathulatae, comprendente specie con cotiledoni a forma di cucchiaio. La metodologia degli studi di Mast e Thiele è stata tuttavia giudicata fallace da altri autori e le loro conclusioni sono tuttora oggetto di controversie..

## Coltivazione
Banksia grossa è coltivata come pianta ornamentale per le sue foglie aghiformi e per le sue attraenti infiorescenze, di differenti colori. Predilige terreni ben drenati o limosi, con pH tra 5,5 e 7,0, soleggiati. Tollera potature aggressive, producendo nuovi germogli dal lignotubero.
La propagazione avviene per seme. I semi non richiedono alcun trattamento prima della semina, e germinano in circa 14 giorni. È una pianta a lenta crescita, che impiega da 5 a 7 anni per raggiungere la maturità e incominciare a fiorire.